# Alfred Bernegger

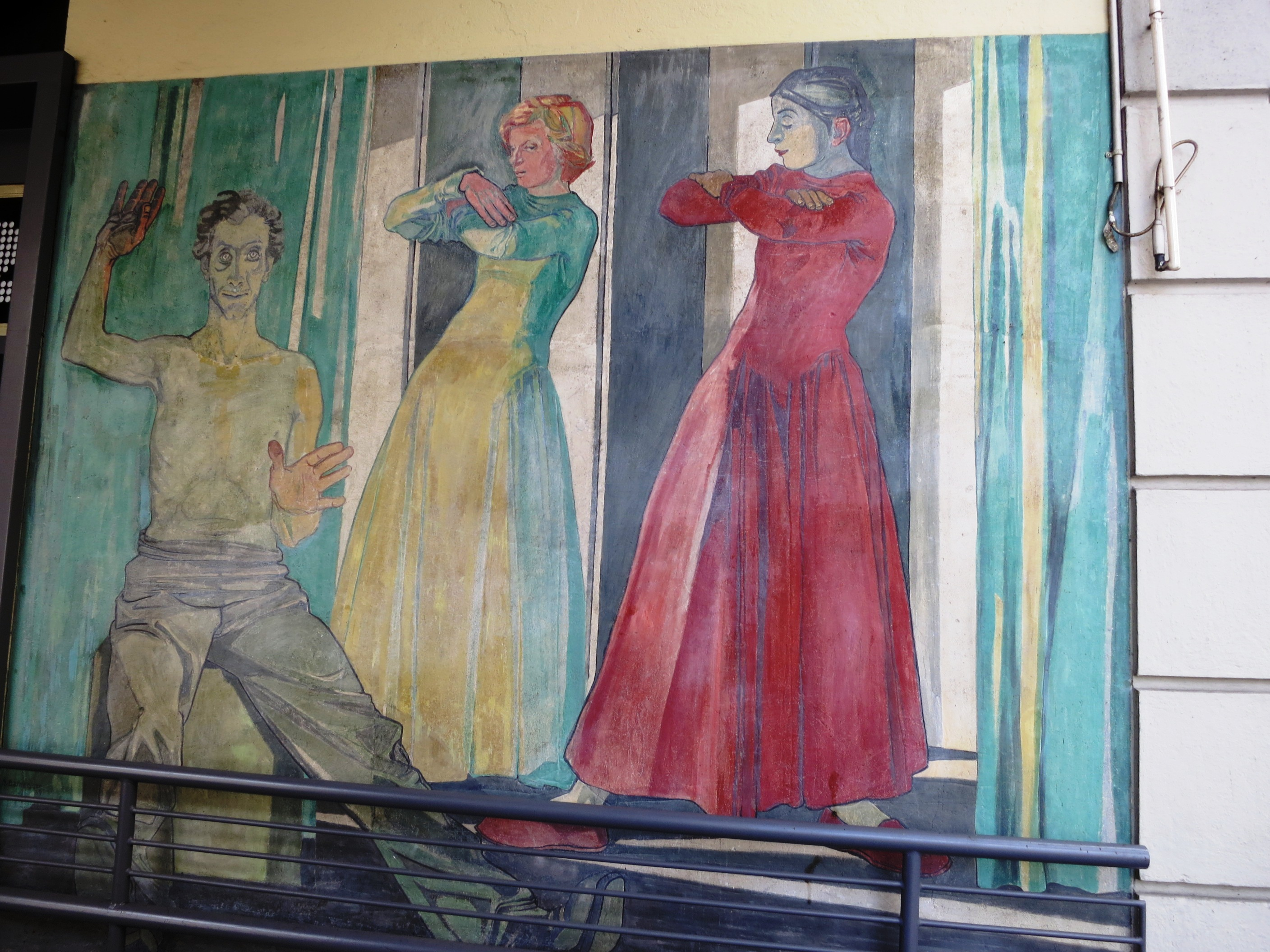
Wandbild Kino Piccadilly, Zürich (die rothaarige Frau ist ein Porträt seiner Tochter)

Alfred Bernegger (* 13. April 1912 in Luzern; † 19. November 1978 in Rheinau ZH) war ein Schweizer Maler, Grafiker, Zeichner, Holz- und Linolschneider.

## Leben
Bernegger wuchs als zweites von vier Kindern in Luzern auf. Sein Vater war Werkmeister bei der Firma Schindler Aufzüge. Nach seiner Schulzeit besuchte er von 1927 bis 1929 die Kunstgewerbeschule in Luzern, wo er bei Joseph von Moos Zeichenunterricht erhielt. 1929 studierte er an der Académie Julian in Paris, wo er sich mit Hans Obrecht befreundete, und 1930/1931 an der Akademie der bildenden Künste München.
Nach dem Studium arbeitete er von 1931 bis 1932 in Paris, anschliessend in Luzern und ab 1939 in Zürich. Er war als Illustrator für verschiedene Zeitungen und Verlage tätig. Nach seiner Heirat 1934 lebte er in Mallorca, Wien und Ascona, bis sich die Familie in Zürich niederliess. Während des Zweiten Weltkrieges leistete er Aktivdienst als Grafiker im Stab der 8. Division. In dieser Zeit entstanden Sondermarken, Postkarten, Linol- und Holzschnitte. 1943 wurde seine Serie von Holzschnitten Soldaten publiziert.
Am 20. Juli 1953 war er Hauptdarsteller in der ersten Sendung des Schweizer Fernsehens, wo er die Technik des Holzschnittes demonstrierte. Nach dem Scheitern seiner Ehe zog Bernegger 1959 ins Künstlerhaus Boswil. Eine Tuberkuloseerkrankung erforderte mehrere Sanatorien- und Heimaufenthalte. Zwischen 1966 und 1968 folgten verschiedene Editionen im Verein für Originalgraphik Zürich. Dann wechselten sich Schaffensperioden mit Zeiten von Arbeitsunfähigkeit ab. Zwischen den Sanatorienaufenthalten wohnte er in Wasterkingen, Ottenbach, Wernetshausen, Obfelden und Hedingen. 1978 starb er in der Kantonalen Psychiatrischen Klinik Rheinau.

## Werk
Bernegger galt als Aussenseiter, er wurde mehrmals entdeckt und immer wieder vergessen. In den 1940er und 1950er Jahren wurde er mit seinen expressionistischen Holzschnitten zum Thema Militärischer Alltag (1943) und Die Blinden (1956) bekannt.
Max von Moos beschrieb die Holzschnitte 1955 folgendermassen:

„Alle seine dargestellten Typen sind Varianten eines Urtyps. Da steht, in schlechtem Gewand, zerschunden und zerspalten vom Leben und von der Arbeit, ein Mann vor uns. Seine Glieder sind verkrümmt und voller Arthritis, aber innerhalb dieser verkalkten Altmaschine Mensch entwickelt Bernegger ein Gefühl für Organik, das ans Unwahrscheinliche grenzt. Die riesigen Füsse in den latschigen, kaputten Schuhen saugen sich mit sturer Kraft an die unbarmherzige Erde an. Das Unheimlichste aber in Berneggers Werk sind die Hände seiner Gestalten. Sie sind von drohender Grösse, tankartig gepolstert mit Muskelschwaden, diese durchzogen von einer Sehnenstrickmechanik und durch alles spürbar die eisernen Knochen. Solche Hände erheben sich zum Anruf, zum Schlag oder zur Verzweiflungsgeste. Es sind apokalyptische Zeichen, Künder eines Weltgerichts. Und erst die Köpfe! Schrundige Gebilde, halb Felsstück, halb faulige faltenreiche Frucht, der Mund (man möchte lieber sagen das Maul) zu einer bösen Unheilsröhre geöffnet oder zusammengeklebt! Die Augen sind vom Schreck aufgerissen oder tot. Etwas vom Ergreifensten, was Bernegger schuf, ist seine Folge der Blinden. Sie haben neben Bruegel Bestand.“

Neben seinem grafischen Arbeiten, Holz- und Linolschnitten malte Bernegger von 1930 bis 1978 Landschaften, Porträts und zahlreiche Selbstporträts.
Seine Werke befinden sich in folgenden Museen und Sammlungen: Kunstmuseum Luzern, Museum zu Allerheiligen in Schaffhausen, Kunstmuseum Winterthur, Kunsthaus Zürich, Graphische Sammlung der ETH Zürich, Werner Coninx-Stiftung, Kunstsammlung Kanton Zürich, Kunstsammlung der Stadt Zürich.
Im öffentlichen Raum der Stadt Zürich befinden sich Fassadenmalereien beim Eingang des Kino Piccadilly (1949), ein Mosaik am Wandbrunnen der Kindertagesstätte Pflanzschulstrasse 30 (1951), ein Mosaik beim Schulhaus Apfelbaum (1956).

## Ausstellungen
- 1933: 19. Oktober bis 19. November im Kasino Winterthur (Damensäli) zusammen mit Hans Obrecht, Roland Duss und Raoul Ratnowsky
- 1952: Sammlung Hans Mayenfisch, Kunsthaus Zürich
- Helmhaus Zürich
- 1977: Retrospektive im Kunstsalon Wolfsberg in Zürich.
- 1980: Retrospektive im Kunstmuseum Luzern[5]

## Publikationen
- Xaver Schnieper: Soldaten. Linolschnitte von Alfred Bernegger. Reuss-Verlag, Buchdruckerei Keller & Co., Luzern 1943.
  - Alfred Bernegger: Soldaten. 27 Linolschnitte. Vorwort Hans Eggenberger. Neudruck, Verein für Originalgraphik, Zürich 1989.
- Alfred Bernegger: Die Blinden. Sieben Holzschnitte von Alfred Bernegger. Mit Begleitworten von Balilla Calzolari. Adolf Hürlimann, Zürich 1956.

Illustrationen
- Josef Hüssler (Text), Alfred Bernegger (Bilder): Wie Gott die Welt erschuf. Verlag Räber, Luzern 1940.
- Agnes von Segesser, Alfred Bernegger (Bilder): Das Gespenst in der Klubhütte: Eine Sportgeschichte. Schweizerisches Jugendschriftenwerk, Zürich 1940.
- Paul Theophil Borer, Alfred Bernegger (Zeichnungen): Rollende Räder. Ein Beitrag zur Verkehrserziehung. Verlag P. Haupt, Bern 1953.
- Ernst Balzli (Text), Alfred Bernegger (Zeichnung): Res und Resli. Schweizerisches Jugendschriftenwerk, Zürich 1958.
- Kasper Wolf, Ralph Handloser, Alfred Bernegger (Illustrationen): Wir spielen. Spielanleitung für den Vorunterricht. Eidgenössisches Militärdepartement (Hrsg.), Schriftenreihe der Eidgenössischen Turn- und Sportschule Magglingen, Nr. 3. Verlag Birkhäuser, Basel 1958.